# Župnija Trzin
Župnija Trzin je rimskokatoliška teritorialna župnija dekanije Domžale nadškofije Ljubljana.